# مگس‌گیر دم‌فندقی
مگس‌گیر دم‌فندقی (نام علمی: Ficedula ruficauda) نام یک گونه از سرده انجیرخورک‌ها است.